# Гончаров, Пётр Лазаревич
Пётр Лазаревич Гончаров (2 февраля 1929, деревня Ново-Троицк, Канский район, Красноярский край — 18 апреля 2016, Новосибирск) — советский и российский ученый-селекционер, доктор сельскохозяйственных наук. Академик ВАСХНИЛ (1978), академик РАН (2013). Директор Сибирского отделения ВАСХНИЛ (РАСХН), Сибирского научно-исследовательского института растениеводства и селекции.

## Биография
Родился в крестьянской семье.
В 1953 г. окончил с отличием агрономический факультет Новосибирского сельскохозяйственного института, был направлен на работу заведующим Венгеровским сортоучастком Новосибирской области.
В 1957—1976 годах работал на Тулунской государственной селекционной станции: заведующий лабораторией, затем отделом селекции и семеноводства кормовых культур (1957—1965), заместитель директора (1965—1970), директор (1970—1976). В этот период им создано 9 сортов кормовых трав.
В 1957 г. защитил кандидатскую, а в 1971 г. — докторскую диссертации. Член-корреспондент ВАСХНИЛ (1973), академик ВАСХНИЛ (1978). Академик РАН (2013).
С 1976 года — директор Сибирского НИИ растениеводства и селекции Сибирского отделения ВАСХНИЛ (Краснообск), одновременно работает заведующим лабораторией гетерозиса, затем — заведующий отделом методических основ селекции. С 1979 года — председатель президиума Сибирского отделения ВАСХНИЛ (РАСХН).
По его инициативе в институте был создан ряд новых научно-исследовательских лабораторий (генетики, технологии и биохимии зерна, физиологии устойчивости и другие), были разработаны комплексные программы исследований, в том числе программа «Сибирская пшеница». Как результат — за 28 лет удалось районировать более 90 сортов сельскохозяйственных культур.
Под его руководством и при непосредственном участии созданы улучшенные по зимостойкости и продуктивности сорта люцерны, костреца безостого, овсяницы луговой, донника белого и жёлтого, и др.
С 1971 г. руководил проблемным советом по селекции и семеноводству сельскохозяйственных культур Сибири и Дальнего Востока, а с 1998 г. — председатель объединенного научного совета, является руководителем научной программы «Агропромышленный комплекс Сибири и Дальнего Востока». Возглавлял работу над комплексной программой по разработке новых и усовершенствованию существующих технологий селекционного процесса.
Неоднократно избирался депутатом Верховного Совета РСФСР, Новосибирского областного Совета народных депутатов.
Похоронен на Южном кладбище Новосибирска.

## Научная деятельность
Являлся ведущим учёным в области селекционно-семеноводческой работы. Под его руководством созданы 42 сорта кормовых культур и пшеницы, урожайность которых на 15-20 %, семян — до 50 % по сравнению с ранее районированными. Внёс значительный вклад в развитие теории и практики отбора генофонда растений Сибири, им созданы новые высокоурожайные высокобелковые сорта кормовых культур, устойчивые к вредителям и болезням:
- созданию селекционного материала с бурным формообразовательным процессом,
- методам отбора на специфических фонах, позволяющих создавать адаптированные сорта с наилучшими свойствами, обладающих высоким генетическим потенциалом продуктивности и качества.

Под научных руководством или при консультировании учёного защищены 10 докторских и 11 кандидатских диссертаций. Им опубликовано около 500 научных работ, в том числе 27 книг и монографий.
Являлся главным редактором журнала «Сибирский вестник сельскохозяйственной науки», членом редколлегии журнала «Сельскохозяйственная биология» и ряда других научных изданий.

## Семья
Супруга — член-корреспондент РАН А. В. Гончарова (род. 1936), сын — академик РАН Н. П. Гончаров (род. 1959).

## Основные работы
- Кормовые культуры Сибири: биолого-ботанические основы возделывания. Новосибирск, 1992;
- Методические основы селекции растений. Новосибирск, 1993 (в соавт. с Н. П. Гончаровым);
- Кормовые растения России. М., 1999 (в соавт. Г. А. Романенко, А. И. Тютюнниковым);
- Системы ведения производства в сельскохозяйственных организациях Сибири: методические рекомендации. Новосибирск, 2007 (в соавт. с А. С. Донченко и др.);
- Реакция сортов яровой мягкой пшеницы на условия внешней среды в степной зоне Западной Сибири (Северная Кулунда) // Достижения науки и техники АПК. 2013. № 1 (в соавт. С. В. Курковой, Г. М. Осиповой).

## Награды и премии
Награждён орденом Октябрьской Революции (1977), двумя орденами Трудового Красного Знамени (1966 и 1971), орденом Дружбы народов (1994), орденом «За заслуги перед Отечеством» IV степени (2003), орденом Почёта (2010), рядом медалей и имеет 9 золотых, серебряных и бронзовых медалей ВДНХ и ВВЦ.
Заслуженный деятель науки Российской Федерации. Заслуженный деятель науки Монголии, Казахстана, Бурятии, Якутии, почетный член АН Республики Саха (Якутия).
Награжден американской медали чести (2002), Международной медали Кембриджа (2003).